# Amoergrondel
De amoergrondel (Perccottus glenii) is een straalvinnige vissensoort uit de familie van de zeegrondels (Odontobutidae). De wetenschappelijke naam van de soort is gepubliceerd in 1877 door Dybowski.
De amoergrondel is een baarsachtige vissoort die tot 25 centimeter lang kan worden. Het paaikleed van de mannetjes is erg donker. De soort heeft twee rugvinnen. De voorste rugvin heeft zes tot acht harde vinstekels, de achterste rugvin heeft negen tot elf zachte vinstralen. De anaalvin heeft één tot drie harde stekels en zeven tot tien zachte vinstralen.

## Leefgebied en levenswijze
De amoergrondel is oorspronkelijk afkomstig uit Oost-Azië. Hier leeft de soort vooral in stilstaande uiterwaardwateren zoals, meren.
Tegenwoordig is de soort door introducties verspreid geraakt over het hele westen van Rusland; in onder meer de Baltische staten, Polen, Hongarije, Slowakije, Roemenië.
Door zijn populariteit als aquariumvis is de amoergrondel zo'n honderd jaar geleden voor het eerst buiten zijn oorspronkelijke leefgebied terechtgekomen, in Rusland.
In wateren met weinig roofvissen kan de soort zeer hoge dichtheden bereiken. De amoergrondel kan erg goed omgaan met zuurstofloosheid, warm water, bevriezing en droogval.

## Invasieve uitheemse soort
Als opportunistische predator van aquatische ongewervelden, amfibieën en kleine vissen kan hij een verandering teweegbrengen in de trofische structuur van het waterlichaam. Sinds 2016 staat deze soort op de lijst van invasieve exoten die zorgwekkend zijn voor de Europese Unie  . Dit betekent onder andere dat deze soort niet langer in de Europese Unie mag worden gehouden, ingevoerd, vervoerd, gecommercialiseerd, gekweekt, gebruikt, uitgewisseld noch vrijgelaten in de natuur.
Voorlopig komt de soort nog niet voor in België  en Nederland.

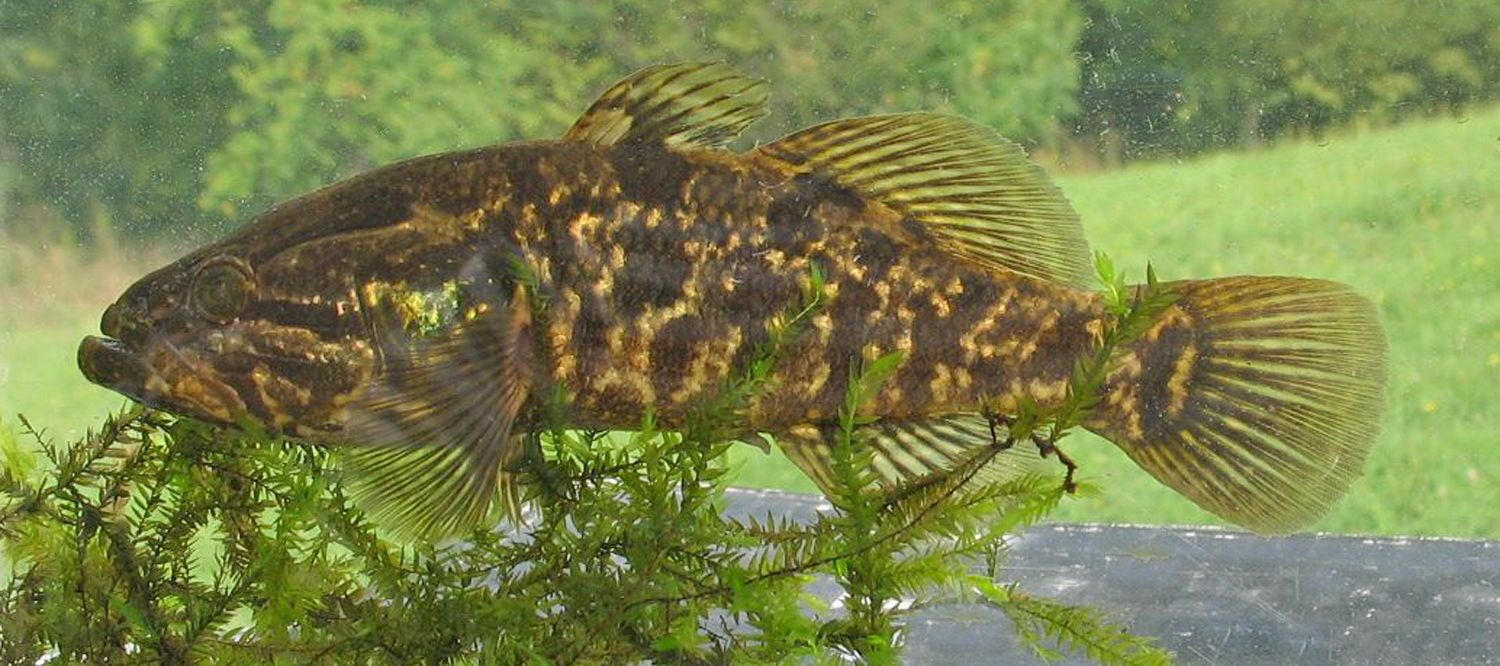